# Современный патерик
«Современный патери́к. Чтение для впавших в уныние» — сборник рассказов русской писательницы Майи Кучерской, впервые увидевший свет в 2004 году в журнале «Знамя». В 2005 году сборник вышел отдельной книгой в издательстве «Время». Впоследствии книга неоднократно переиздавалась и неизменно пользовалась популярностью у читателя. Представляет собой собрание небольших историй (патерик) из современной жизни Русской православной церкви. Основными действующими лицами недлинных сюжетов являются церковнослужители, насельники монастырей, прихожане и люди, имеющие отношение к православию.

## Оценки
Книга, неожиданно для самой писательницы, вызвала широкие дискуссии и весьма неоднозначную реакцию читателей и критики, в том числе в православной среде.

Разброс мнений о произведении — от восхищения стилем и содержанием:
Книжка её — стильная, художественная, потому нисколько не дидактичная, хотя очень и очень поучительная — для желающих учиться.
 до полного отрицания:
Никогда еще так не жалел о потерянном времени, как после прочтения книги Майи Кучерской «Чтение для впавших в уныние. Современный патерик». … Но это она хихикает, а мы-то плачем! Над лжестарцами и над младостарцами, над приторной «православной детской литературой», над одураченными «ИНН-компанией», над ревнующими не по разуму и над теплохладными умниками… Для нас-то всё это серьёзно, более чем серьёзно, и нестерпимо нам слышать, как кто-то над всем этим потешается!
Протоиерей Максим Козлов высоко оценил данную книгу: «Удивительная книга, в которой самая жесткая правда о церковной жизни сочетается с удивительной любовью к Церкви. И литература самого высокого уровня».

## Награды
- 2006 год — Бунинская премия